# Arnajevo
Arnajevo (Servisch cyrillisch Арнајево) is een plaats in de Servische gemeente Barajevo. De plaats telt 853 inwoners (2002).